# Roxana Yépez
Roxana Yépez (Lima, 24 de abril de 1975) es una actriz peruana. Es más conocida por participar en la serie de televisión La gran sangre.

## Filmografía

### Televisión
- Lluvia de arena (1996)
- Todo se compra, todo se vende (1997)
- La rica Vicky (1998) como La nena.
- Amor Serrano (1998)
- Estrellita (2000) como Teresa.
- Gente como uno (2000) como Lucy.
- Luciana y Nicolás (2003) como María.
- Chacalón: El ángel del pueblo (2004)
- Viento y Arena (2005)
- Condonimio S.A(2005)
- La Gran Sangre 1 (2005) como La Seca.
- La Gran Sangre 2 (2005) como La Seca.
- La Gran Sangre 3 (2006) como La Seca.
- La Gran Sangre 4 (2007) como Ivana.
- Lobos de mar (2006) como "La Tiesa".
- Graffiti (2008) como Susan.
- Necesito una amiga (Unitarios)
- Teatro desde el teatro (2003-2009)
- Al fondo hay sitio (2009) como Patty, Mamá de Verónica.
- Los exitosos Gome$ (2010) como Rosaura.
- Chico de mi barrio (2010) como Daniela.
- Súper Ada (2024) como Carola (Rol recurrente/Antagonista secundaria).

### Cine
- Pantaleón y las visitadoras (1999) como Iris.
- La ruta del Jaca (2002) como Chris Christopheson.
- Doble juego (2003) como Luz.

## Premios y nominaciones
| Premios | Premios                  | Premios      | Premios | Premios   |
| Año     | Premio                   | Categoría    | Trabajo | Resultado |
| ------- | ------------------------ | ------------ | ------- | --------- |
| 2008    | Premios James de la PUCP | Mejor actriz |         | Ganadora  |